# Анакилас
Анаксила или Анаксилај (Грчки: Ἀναξίλας, Ἀναξίλαος ), син Кретинаца, био је тиранин (савремена Ређо ди Калабрија) у тадашњој Великој Грчкој. Пореклом је био из Месеније, области на Пелопонезу.

## Живот
Анаксилас је био господар Регијума 494. пре нове ере, када је подстакао Саманце и друге јонијске бегунце да заузму Занкле, град преко пута мореуза на Сицилији који је тада био под влашћу тиранина Скита. Убрзо након преузимања власти Самијана, Анаксилас је опсео град, протерао је народ, населио га свежим становништвом и променио му име у Месана, по својој родној Месени.
Паусанија прича нешто другачију причу. После другог рата са Спартанцима, Анаксилас је помогао избеглицама из Месине на Пелопонезу да заузму Занкле на Сицилији.
Анаксила се оженио Кидипом, ћерком Терила, тиранина Химере. Године 480. пре нове ере добио је помоћ Картагињана за свог таста, којег је Терон, тиранин Агригента, протерао из његовог града. Управо је ову помоћну војску Гело поразио код Химере. Анаксила је желео да уништи Локре, али га је спречио Хијерон I, како преноси Епихарм.
Анаксилова ћерка је била удата за Хијерона. Анаксилај је умро 476. пре нове ере и оставио је Мицита за чувара своје деце. Деца су задобила контролу над наследством тек 467. пре нове ере, када је Леофрон постао тиранин. Међутим, 461. пре нове ере нови владари су уклоњени народном побуном грађана и Регија и Месане.